# La Dernière Tempête
Pour les articles homonymes, voir La Tempête.
La Dernière Tempête (Dark Storm) est un téléfilm américano-canadien réalisé par Jason Bourque et sorti en 2006.

## Fiche technique
- Scénario : John Cherfer, Sean Malcolm et Brett Schneider
- Durée : 89 min
- Pays :  Canada,  États-Unis

## Distribution
- Stephen Baldwin : Daniel Gray
- Rob LaBelle : Andy
- Gardiner Millar : Sever McKray
- Camille Sullivan : Ellie
- Keegan Connor Tracy : Sam
- Carrie Genzel : Dr Rakin
- William B. Davis : général Killion
- Phillip Mitchell : capitaine Miller